# Vingrau
Vingrau es una localidad y comuna francesa, situada en el departamento de Pirineos Orientales, región de Occitania, comarca histórica del Rosellón, en la zona de transición de habla tradicional catalana y occitana. 
Sus habitantes reciben el gentilicio de vingraunais en francés.

## Demografía
| 639 | 563 | 490 | 475 | 426 | 469 |
| Para los censos de 1962 a 1999 la población legal corresponde a la población sin duplicidades (Fuente: INSEE [Consultar]) |     |     |     |     |     |

## Personalidades relacionadas con la comuna
Marcel Gili (1914-1993), artista.